# Karin Plato
Karin Plato (* 31. März 1960 in Alsask) ist eine kanadische Jazzmusikerin (Gesang, Komposition).

## Leben und Wirken
Plato wuchs in Alsask, einer ländlichen Gemeinde in Saskatchewan mit 200 Einwohnern, auf. In ihrer Kindheit lernte sie Klavier. Später besuchte sie die University of Saskatchewan in Saskatoon, wo sie Klavier und Gesang studierte. 1985 zog sie nach Vancouver, um Jazzgesang und Arrangement am Capilano College zu studieren. In den Jahren 1996 und 1998 studierte sie am Banff Centre for the Arts bei Sheila Jordan und Jay Clayton.
Auf ihrem Debütalbum Pastiche interpretierte sie Standards. Plato ist in ganz Kanada und im Westen der USA aufgetreten. Ihr Auftritt beim Sasktel Jazz Festival im Jahr 2000 wurde von CBC gesendet. Ihr zweites Album There’s Beauty in the Rain (1998) wurde 2000 für den Juno Award nominiert. Im selben Jahr wurde sie Mitglied der Gesangsgruppe Divas for Life, die auf dem Vancouver International Jazz Festival auftraten und 2001 ein Live-Album veröffentlichten.
Weiterhin entstanden unter eigenem Namen die Alben Blue Again (2000), Snowflake Season (2001) und The State of Bliss (2003); auf The State of Bliss finden sich auch Duos mit Denzal Sinclaire. Nach dem obskuren Album Downward Dancing (2008) erschien 2010 Out of Town, das in JazzTimes lobend erwähnt wurde. 2018 veröffentlichte sie ihr Album This Could Be the One.
Plato wurde dreimal als Canadian Jazz Vocalist of the Year bei den National Jazz Awards nominiert. Sie arbeitet weiterhin als Komponistin, Arrangeurin und Konzertproduzentin (als künstlerische Leiterin der Konzertreihe Joy of Jaz in Vancouver).